# Bilheteria dos cinemas no Brasil em 2015
Lista com o valor de arrecadação em reais e o público dos principais filmes lançados nos cinemas de todo o Brasil no ano de 2015.
O Brasil vem registrando grandes altas de público a cada ano. E em 2015 novos recordes devem ser registrados com grandes lançamentos como Cinquenta Tons de Cinza, Velozes e Furiosos 7, Vingadores: A Era de Ultron, Jurassic World: O Mundo dos Dinossauros, 007 Contra Spectre, Jogos Vorazes: A Esperança - Parte 2 e Star Wars: O Despertar da Força.
Em janeiro, a venda de 17,9 milhões de ingressos no país, segundo dados divulgados pela Ancine, conferiu ao mês o melhor resultado desde a década de 1980. A elevada quantidade de ingressos vendidos corresponde a um crescimento de mais de 15% em relação ao mesmo período de 2014. O faturamento também cresceu, intensificado pelo aumento no preço médio dos bilhetes. A arrecadação subiu 22%, em comparação a janeiro do ano passado, e chegou a R$ 232,2 milhões.
Em abril, Vingadores: Era de Ultron, Velozes e Furiosos 7 quebraram recordes no mundo inteiro, e no Brasil conseguiram, respectivamente, a segunda e a terceira maior renda de estreia da história, com cerca de R$ 37 milhões cada, incluindo 2,3 milhões de espectadores.

## Líderes de arrecadação nos fins de semana
| Data            | Filme                                   | Arrecadação (em R$) | Público   | Notas | Ref.                |
| --------------- | --------------------------------------- | ------------------- | --------- | --- | ------------------- |
| 4 de janeiro    | Êxodo: Deuses e Reis                    | 11 367 015          | 581 413   | Segunda semana em cartaz. |                     |
| 11 de janeiro   | Loucas pra Casar                        | 8 506 765           | 613 018   | Filme brasileiro. |                     |
| 18 de janeiro   | Os Pinguins de Madagascar               | 9 258 907           | 632 998   | |                     |
| 25 de janeiro   | Os Pinguins de Madagascar               | 6 846 180           | 464 926   | |                     |
| 1 de fevereiro  | Os Pinguins de Madagascar               | 4 800 000           | 334 287   | |                     |
| 8 de fevereiro  | Bob Esponja - Um Herói Fora D'Água      | 12 875 662          | 879 280   | | [ 4 ]               |
| 15 de fevereiro | Cinquenta Tons de Cinza                 | 24 115 698          | 1 647 657 | Oitava maior renda de estreia da história do Brasil; Quinta maior renda de estreia do ano; Quarto maior público de estreia do ano.     | [ 5 ]               |
| 22 de fevereiro | Cinquenta Tons de Cinza                 | 16 535 784          | 1 136 940 | |                     |
| 1 de março      | Cinquenta Tons de Cinza                 | 9 287 621           | 626 955   | |                     |
| 8 de março      | Cinquenta Tons de Cinza                 | 5 366 611           | 364 841   | |                     |
| 15 de março     | Golpe Duplo                             | 5 110 448           | 361 264   | | [ 6 ]               |
| 22 de março     | A Série Divergente: Insurgente          | 13 270 972          | 841 333   | | [ 7 ]               |
| 29 de março     | Cinderela                               | 11 918 781          | 915 421   | |                     |
| 5 de abril      | Velozes e Furiosos 7                    | 38 105 662          | 2 346 321 | Terceira maior renda de estreia da história do Brasil; Segunda maior renda de estreia do ano; Segundo maior público de estreia do ano. | [ 2 ]               |
| 12 de abril     | Velozes e Furiosos 7                    | 25 329 369          | 1 560 774 | |                     |
| 19 de abril     | Velozes e Furiosos 7                    | 16 190 970          | 975 856   | |                     |
| 26 de abril     | Vingadores: Era de Ultron               | 37 900 795          | 2 424 027 | Segunda maior renda de estreia da história do Brasil; Maior renda de estreia do ano; Maior público de estreia do ano.                  | [ 3 ]               |
| 3 de maio       | Vingadores: Era de Ultron               | 32 404 186          | 2 045 269 | |                     |
| 10 de maio      | Vingadores: Era de Ultron               | 15 998 628          | 1 003 627 | |                     |
| 17 de maio      | Mad Max: Estrada da Fúria               | 10 619 166          | 627 981   | |                     |
| 24 de maio      | Mad Max: Estrada da Fúria               | 7 002 759           | 422 170   | |                     |
| 31 de maio      | Terremoto: A Falha de San Andreas       | 10 001 933          | 603 981   | |                     |
| 7 de junho      | Terremoto: A Falha de San Andreas       | 9 557 705           | 580 344   | |                     |
| 14 de junho     | Jurassic World: O Mundo dos Dinossauros | 23 862 803          | 1 478 791 | Sexta maior renda de estreia da história do Brasil; Quarta maior renda de estreia do ano.                                              | [carece de fontes?] |
| 21 de junho     | Jurassic World: O Mundo dos Dinossauros | 17 720 465          | 1 093 882 | | [ 8 ]               |
| 28 de junho     | Minions                                 | 23 023 289          | 1 521 587 | | [ 9 ]               |
| 5 de julho      | Minions                                 | 18 903 865          | 1 252 392 | |                     |
| 12 de julho     | Minions                                 | 15 643 597          | 1 019 943 | |                     |
| 19 de julho     | Homem-Formiga                           | 11 992 320          | 736 384   | |                     |
| 26 de julho     | Pixels                                  | 10 278 080          | 647 820   | |                     |
| 2 de agosto     | Pixels                                  | 7 346 533           | 459 666   | |                     |
| 9 de agosto     | Quarteto Fantástico                     | 9 705 989           | 687 826   | | [ 10 ]              |
| 16 de agosto    | Missão: Impossível – Nação Secreta      | 10 808 642          | 719 617   | |                     |
| 23 de agosto    | Missão: Impossível – Nação Secreta      | 7 349 723           | 465 639   | |                     |
| 30 de agosto    | O Pequeno Príncipe                      | 4 403 034           | 290 729   | |                     |
| 6 de setembro   | O Pequeno Príncipe                      | 4 046 705           | 267 352   | |                     |
| 13 de setembro  | O Pequeno Príncipe                      | 3 061 316           | 204 031   | |                     |
| 20 de setembro  | Maze Runner: Prova de Fogo              | 9 959 575           | 626 762   | |                     |
| 27 de setembro  | Hotel Transilvânia 2                    | 9 447 600           | 630 701   | |                     |
| 4 de outubro    | Vai Que Cola - O Filme                  | 8 343 509           | 581 324   | Filme brasileiro. |                     |
| 11 de outubro   | Peter Pan                               | 11 438 508          | 724 511   | |                     |
| 18 de outubro   | Vai Que Cola - O Filme                  | 5 355 563           | 384 483   | Terceira semana em cartaz. |                     |
| 25 de outubro   | Atividade Paranormal: Dimensão Fantasma | 6 258 868           | 382 612   | |                     |
| 1 de novembro   | O Último Caçador de Bruxas              | 8 272 644           | 570 686   | |                     |
| 8 de novembro   | 007 Contra Spectre                      | 10 788 198          | 691 184   | |                     |
| 15 de novembro  | 007 Contra Spectre                      | 6 254 404           | 398 082   | |                     |
| 22 de novembro  | Jogos Vorazes: A Esperança – O Final    | 21 057 465          | 1 579 243 | Quinto maior público de estreia do ano.                                                                                                |                     |
| 29 de novembro  | Jogos Vorazes: A Esperança – O Final    | 9 618 961           | 585 217   | |                     |
| 6 de dezembro   | Jogos Vorazes: A Esperança – O Final    | 6 174 940           | 384 723   | |                     |
| 12 de dezembro  | Jogos Vorazes: A Esperança – O Final    | 3 558 922           | 226 311   | |                     |
| 20 de dezembro  | Star Wars: O Despertar da Força         | 33 041 694          | 1 898 846 | Quarta maior renda de estreia da história do Brasil; Terceira maior renda de estreia do ano; Terceiro maior público de estreia do ano. |                     |
| 27 de dezembro  | Star Wars: O Despertar da Força         | 14 672 970          | 786 670   | |                     |

## Arrecadação total
| #  | Filme                                   | Estúdio                        | Arrecadação (em R$) | Público Total | Ref.   |
| -- | --------------------------------------- | ------------------------------ | ------------------- | ------------- | ------ |
| 1  | Vingadores: Era de Ultron               | Disney/Buena Vista             | 187 654 367         | 10 117 028    |        |
| 2  | Minions                                 | Universal Pictures             | 146 841 899         | 8 829 938     |        |
| 3  | Velozes e Furiosos 7                    | Universal Pictures             | 146 325 096         | 9 845 198     | [ 11 ] |
| 4  | Star Wars: O Despertar da Força         | Disney/Buena Vista             | 110 906 000         | 6 745 674     |        |
| 5  | Jurassic World: O Mundo dos Dinossauros | Universal Pictures             | 90 698 000          | 6 182 523     | [ 8 ]  |
| 6  | Cinquenta Tons de Cinza                 | Universal Pictures             | 87 554 000          | 6 686 007     | [ 12 ] |
| 7  | Jogos Vorazes: A Esperança – O Final    | Paris Filmes                   | 63 450 406          | 4 405 263     |        |
| 8  | Cinderela                               | Disney/Buena Vista             | 50 049 000          | 4 196 000     |        |
| 9  | Bob Esponja - Um Herói Fora D'Água      | Paramount Pictures             | 48 289 000          | 3 720 566     |        |
| 10 | Loucas pra Casar                        | Downtown Filmes / Paris Filmes | 45 869 000          | 3 770 455     |        |
| 11 | Divertida Mente                         | Disney/Buena Vista             | 45 748 000          | 3 764 555     |        |
| 12 | Até que a Sorte nos Separe 3            | Downtown Filmes / Paris Filmes | 42 156 512          | 3 320 911     |        |
| 13 | Hotel Transilvânia 2                    | Columbia Pictures              | 42 077 798          | 3 269 809     |        |
| 14 | Homem-Formiga                           | Disney/Buena Vista             | 41 993 000          | 2 924 213     |        |
| 15 | Vai Que Cola - O Filme                  | Universal Pictures / H2O Films | 41 803 908          | 3 265 647     |        |
| 16 | Os Pinguins de Madagascar               | Fox Film do Brasil             | 40 621 000          | 3 131 666     |        |
| 17 | A Série Divergente: Insurgente          | Paris Filmes                   | 39 046 000          | 2 810 332     |        |
| 18 | Alvin e os Esquilos: Na Estrada         | Fox Film do Brasil             | 38 789 000          | 3 412 251     |        |
| 19 | Missão: Impossível – Nação Secreta      | Paramount Pictures             | 36 856 005          | 2 671 131     |        |
| 20 | O Exterminador do Futuro: Gênesis       | Paramount Pictures             | 36 010 424          | 2 807 666     |        |